# Gabriel Bougrain
Pour les autres membres de la famille, voir famille Bougrain-Dubourg.
Gabriel Marie Joseph Bougrain (Laval, 9 avril 1882, Saint-Germain-en-Laye, 30 mai 1966) est un général français, commandant la 2e division légère mécanique pendant la Seconde Guerre mondiale. Il est enterré dans le cimetière de Sainte-Marie-de-Ré.

## Origines
Gabriel Bougrain est né à Laval en 1882 dans une famille de banquiers, quelques années seulement après Sedan et la chute du Second Empire.
Il est le fils d’Auguste Bougrain, propriétaire de la banque Bougrain à Laval, et de Marguerite Lelièvre. Son grand-père Augustin, marchand de fil depuis plusieurs générations portait le patronyme Bougrain-Dubourg, qui tire son origine des Bougrain, sieurs du Bourg à Vaucé, où Michel Bougrain, fils du notaire royal de Couesmes, s’était établi au milieu du XVIIIe siècle. L’industrie de la toile étant en fort déclin en Mayenne, l’abbé Bougrain-Dubourg, aumônier de Saint-Anne et curé de La Salpêtrière, encouragea son frère Augustin à orienter ses fils vers les métiers de la banque.
Gabriel Bougrain choisit une autre voie : la carrière des armes. Il entre à l’école militaire de Saint-Cyr en 1903 — promotion de La Tour d’Auvergne — et en sort dans la cavalerie. Après son temps à l'école d'application de Saumur, il sert aux Dragons, puis aux chasseurs d'Afrique. À l'issue du cours des lieutenants d'instruction, il est nommé sous-écuyer du Cadre noir.
En 1909, il épouse Yvonne O’Mahony, fille du comte O’Mahony et de Marthe d’Amphernet de Pontbellanger. Les O’Mahony descendent d’une illustre famille irlandaise venue se mettre au service du roi de France. Barthélemy, comte O’Mahony, lieutenant-général des armées du Roi, grand-croix de l’ordre de Saint Louis, commandait le régiment de Berwick en 1788.

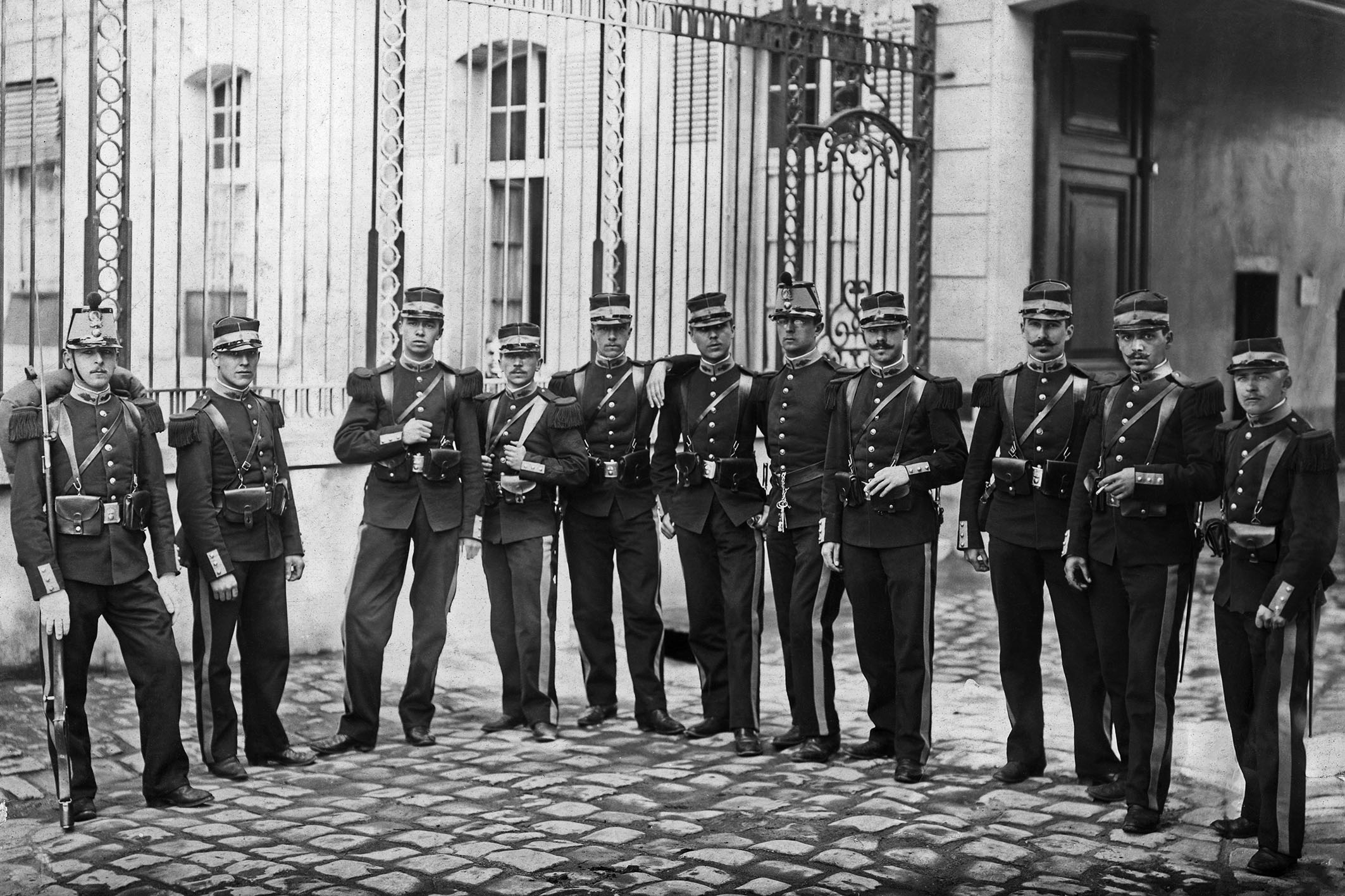
Élèves de la promotion de La Tour d'Auvergne (1903) devant les grilles de Saint-Cyr.
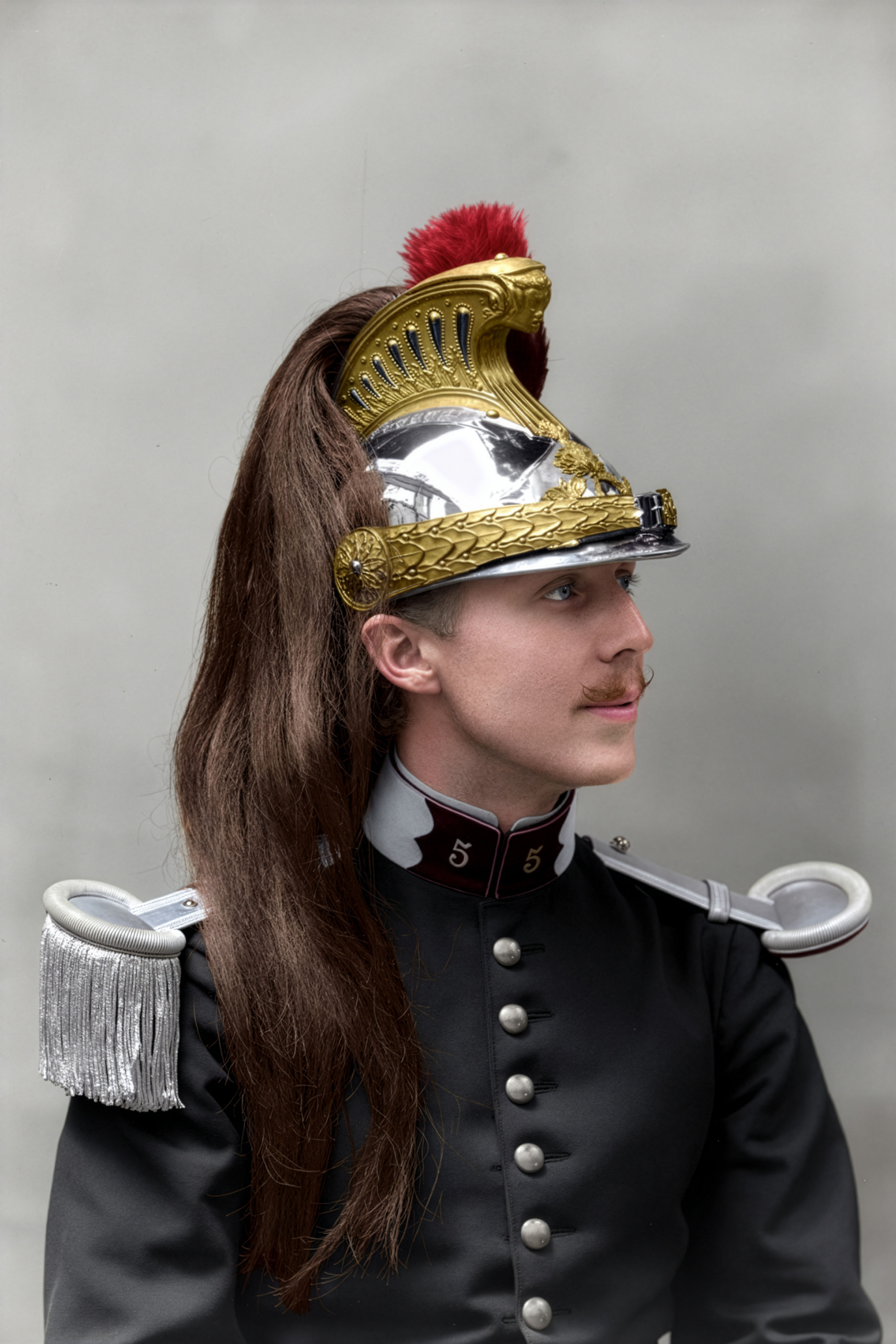
À sa sortie de Saint-Cyr, Gabriel Bougrain est sous-lieutenant au 5e Rgt de Dragons. 1905
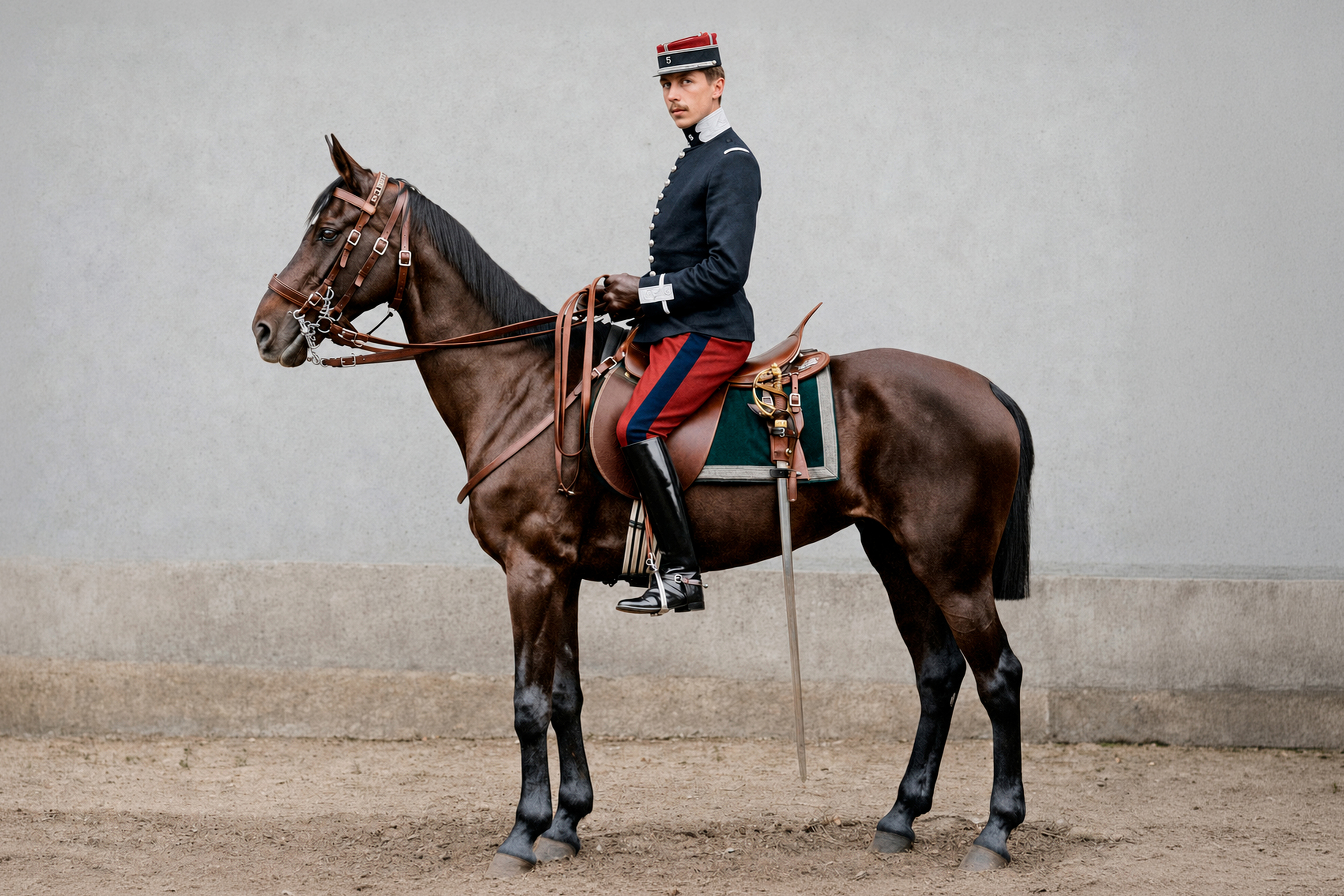
Le sous-lieutenant Bougrain sort premier de l'Ecole d'Application de Cavalerie de Saumur (1905-1906)
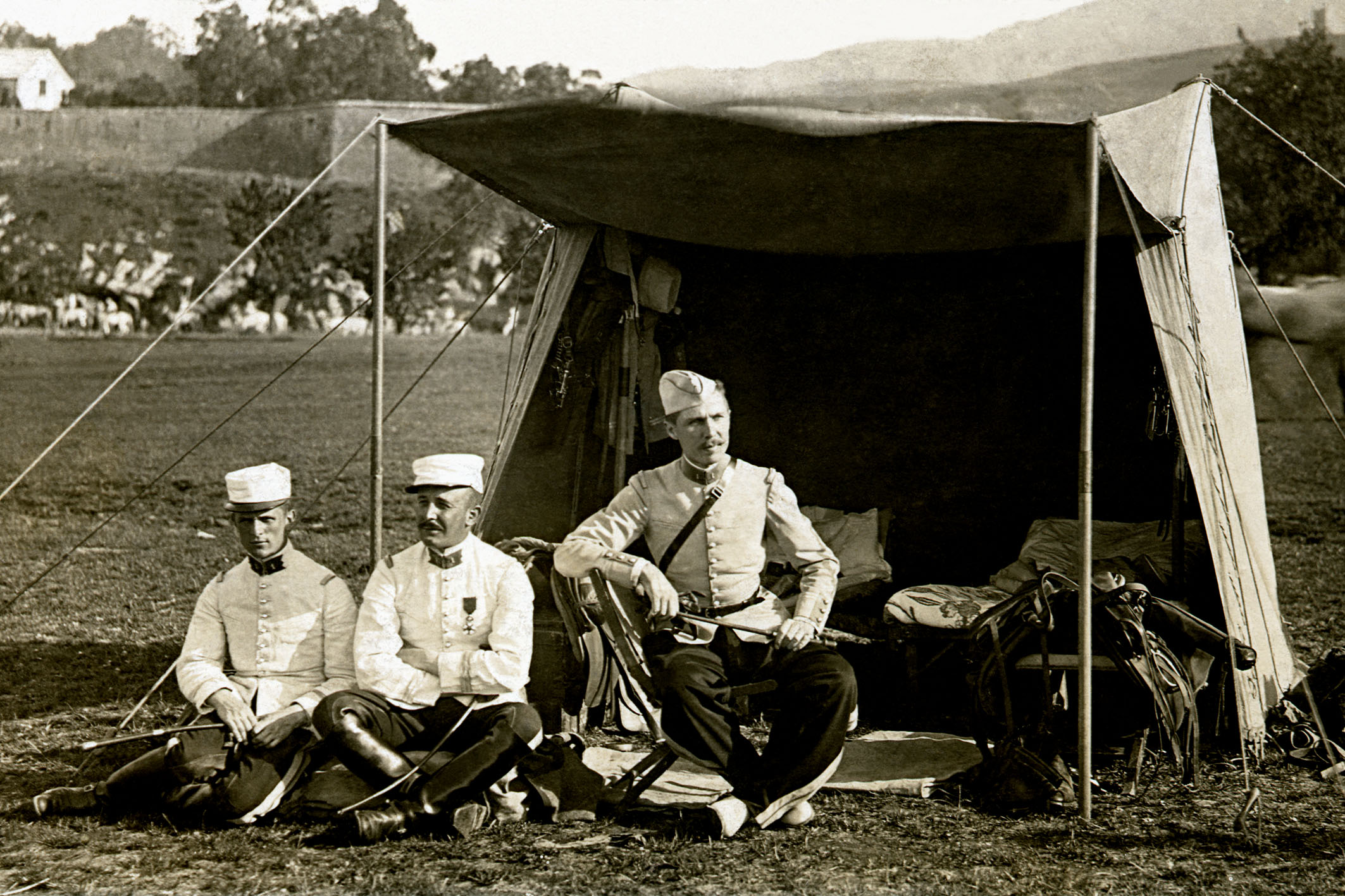
Camp du 1er Régt de Chasseurs d'Afrique. Aumale (Algérie), juin 1909.

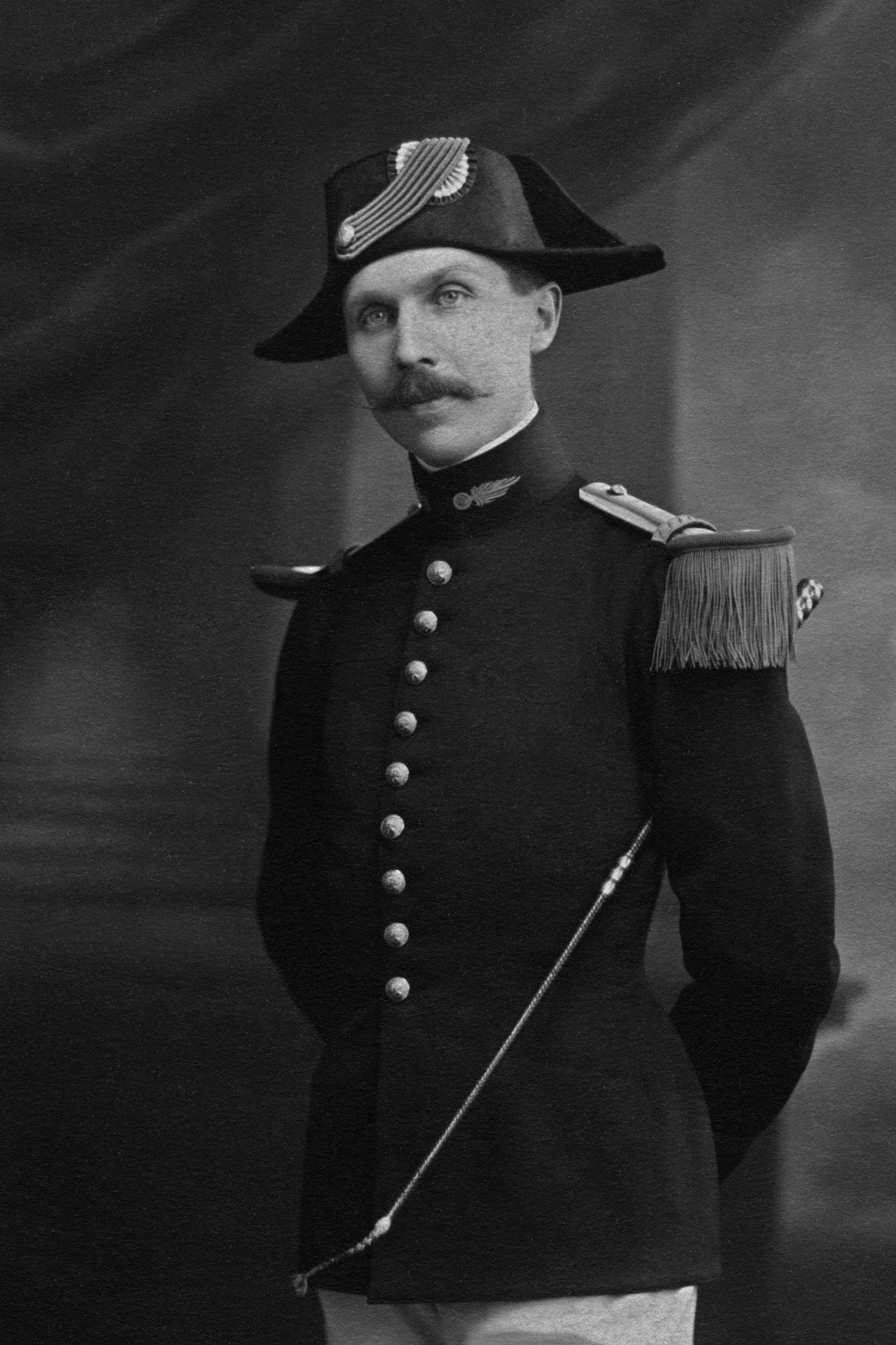
Lieutenant Bougrain en uniforme du Cadre Noir (1914)

## Première Guerre mondiale
Dès la déclaration de guerre, il est officier de reconnaissance à l'escadron divisionnaire de la 60e division d’infanterie. Il sert ensuite à l'État-Major de cette même division. Cette période sur le front lui vaut trois citations :
- 5 septembre 1914, Lieutenant Bougrain, 24e régiment de Dragons portés

« Officier de reconnaissance d'une rare intrépidité, toujours disposé à s'employer ». Foch. Croix de guerre avec palme.
- 24 novembre 1915, Capitaine Bougrain, Gabriel

« Officier d'un dévouement à toute épreuve et d'une bravoure réputée, a montré au cours de reconnaissances qu'il a effectuées les plus brillantes qualités d'intelligence, d'entrain et d'intrépidité ». Cité à l'ordre de l'armée le 5 Septembre 1914. Joffre. Chevalier de la Légion d'honneur, croix de guerre avec palme.
- 23 juillet 1916, Capitaine Bougrain, Gabriel

« Officier d'élite. Pendant les combats de Verdun, du 1er au 12 Juillet 1916, a fait preuve du dévouement le plus absolu et rapporté les renseignements les plus précis à la suite de reconnaissances effectuées sur le front ». Patey. Croix de guerre avec étoile d’argent.
Fin 1916, il se porte volontaire pour l'armée d'Orient, arrive à Salonique le 14 décembre, et se trouve successivement sous les ordres du général Sarrail, puis du général Guillaumat et enfin du général Franchet d’Espèrey. Il est tout d’abord désigné pour organiser puis diriger le centre d’instruction d'Hortackoj, apprend à piloter sur la base de Verria Mikros (Macédoine) avec le capitaine Victor Denain, chef du service aéronautique de l'Armée française sur le front d’Orient.
Remarqué par le général Franchet d’Espèrey, il est nommé à la direction du 3e Bureau de l'État-Major des Armées alliées d’Orient. Après l’armistice, le commandant-en-chef le charge d’accompagner à Paris la délégation ottomane au Congrès de la paix.
Le 15 septembre 1918, il est cité à l’ordre de l’Armée : Capitaine Bougrain, Gabriel: « Officier de premier ordre dont les brillantes qualités militaires n'ont cessé de s'affirmer au cours de la guerre. En particulier pendant son séjour en Orient, a toujours été pour le commandement un auxiliaire précieux, exécutant avec autant d'intelligence que de calme bravoure de nombreuses reconnaissances d'Officier d'État-Major sur le front, soit sur terre, soit en avion, et dirigeant avec autant de compétence que d'abnégation les centres d'instruction des Armées Alliées où il a obtenu des résultats tout à fait remarquables tant dans l'Armée Française que dans les Armées Alliées ». Franchet d’Espèrey. Croix de guerre avec palme.

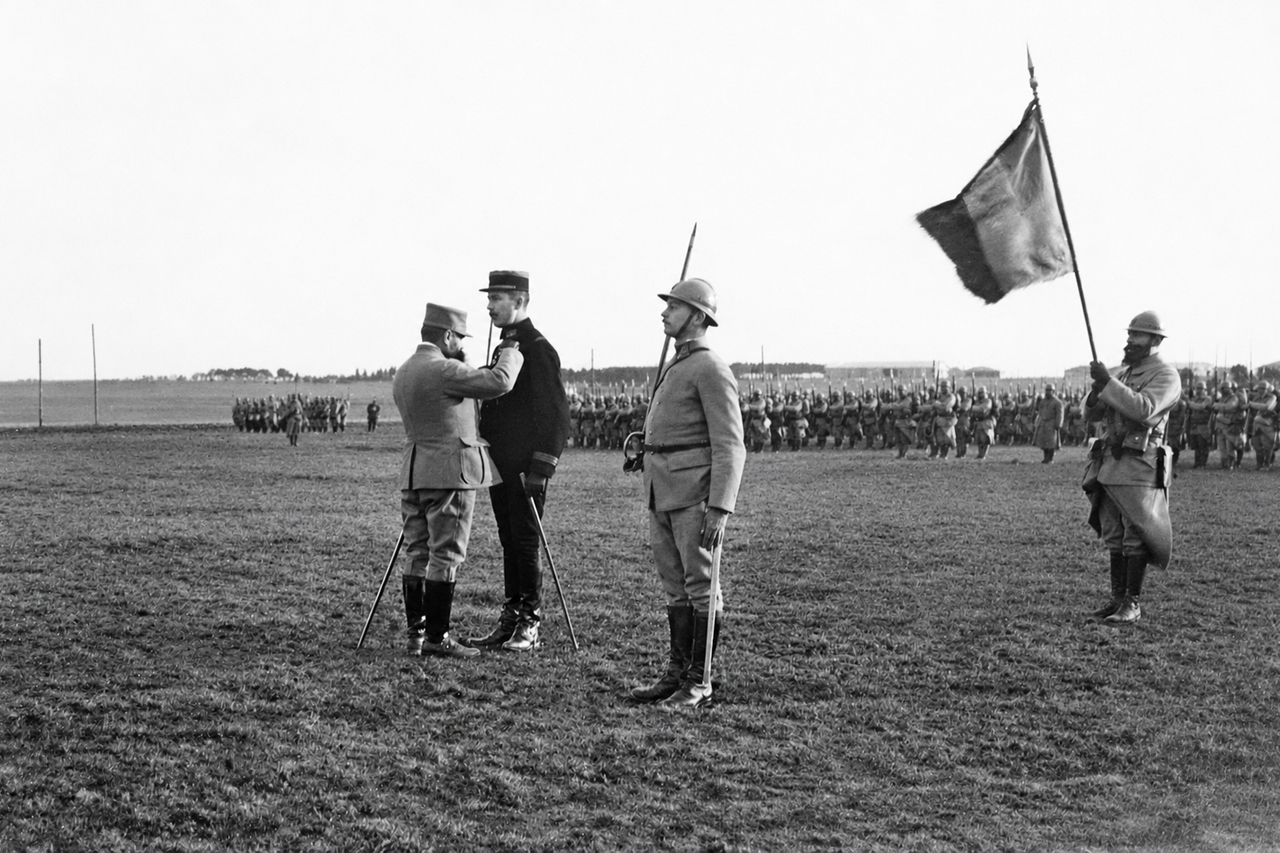
Remise de la croix de chevalier de la Légion d'honneur au capitaine Bougrain par le général Reveilhac, commandant la 60° D.I. 1er décembre 1915
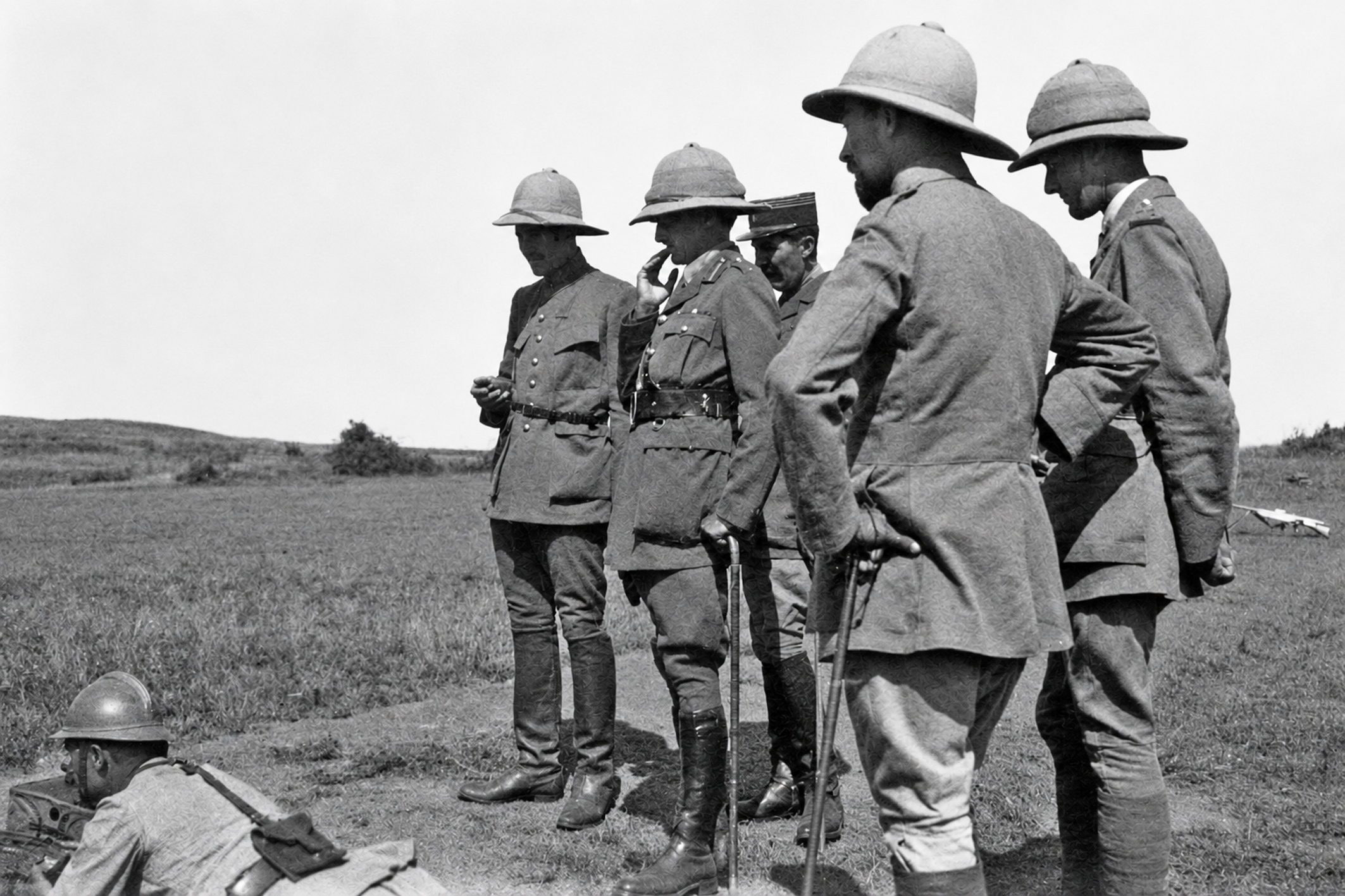
Visite au Centre d'Instruction d'Hortackoj. Macédoine, 5 juillet 1917.
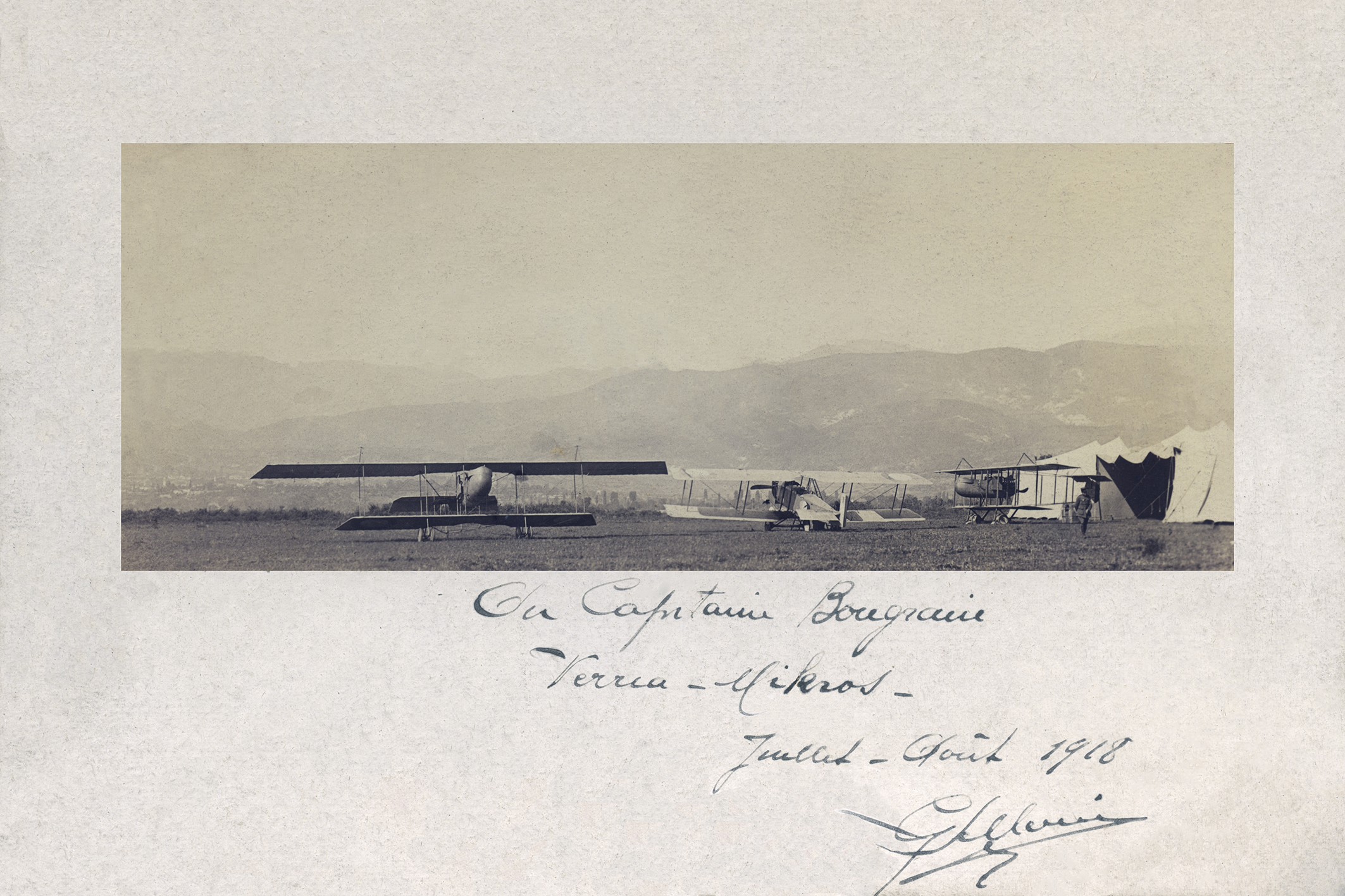
Base aérienne de Verria-Mikros. Macédoine. 1918.
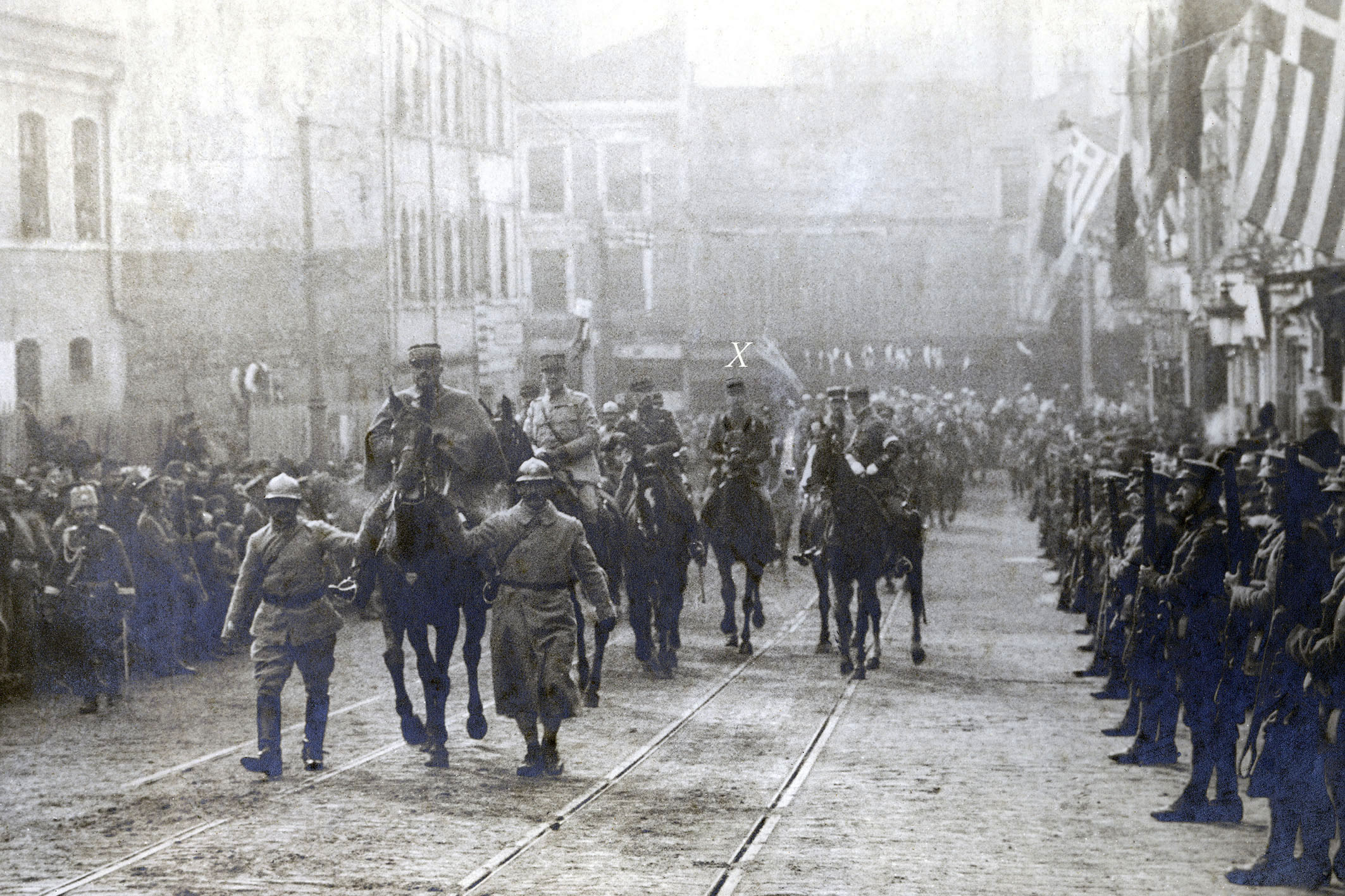
Avec le général Franchet d’Espèrey entrant dans Constantinople le 8 février 1919.
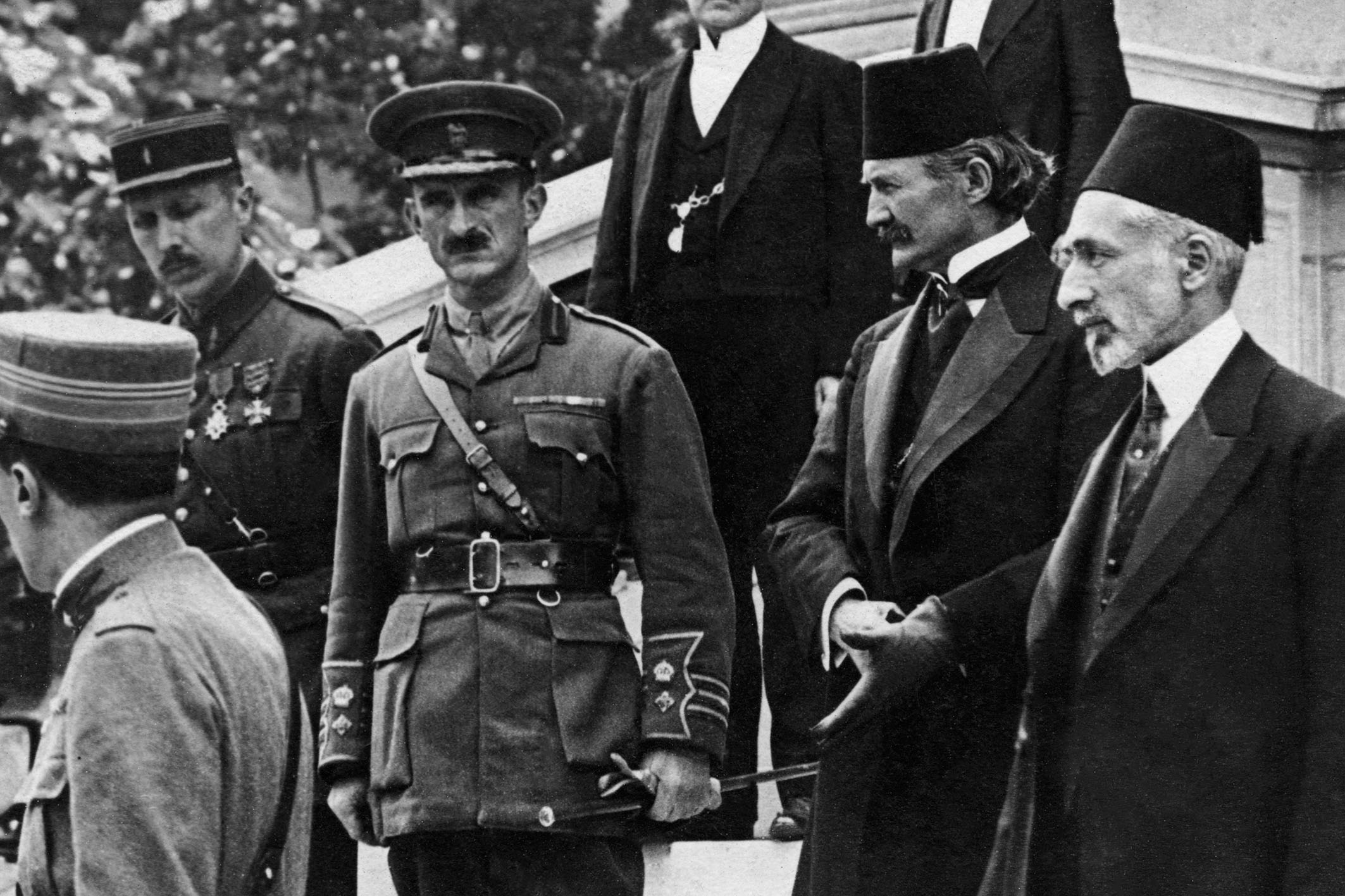
Avec la délégation ottomane au Congrès de la Paix. 1919.

## Entre-deux-guerres
Promu chef d'escadron en 1919, il entre à l'école supérieure de guerre et, à sa sortie, il est affecté à l'état-major du IVe corps d’armée qu'il quitte pour devenir professeur à l'école supérieure de guerre (1922-1925). Parmi ses élèves, Charles de Gaulle, Eugène Bridoux et Georges Loustaunau-Lacau. Au cours d'un congé d'un an, il assume les fonctions de directeur général de l'autodrome de Montlhéry. Il prend ensuite la direction des Études à Saumur (1926-1931), puis devient chef d'état-major de l'inspection de la cavalerie (général Brécard).
En 1932, il est auditeur au Centre des hautes études militaires. Depuis plusieurs années, il défend l’usage des chars associé à la guerre de mouvement et à l’interaction du couple char-avion. Colonel en 1933, il prend le commandement du 4e régiment de spahis tunisiens à Sfax, qui vient de connaître un scandale retentissant (le colonel vient d’être assassiné par l’amant de sa femme, un lieutenant du régiment). En 1937, il dirige la 4e brigade légère mécanique à Saint Germain-en-Laye.

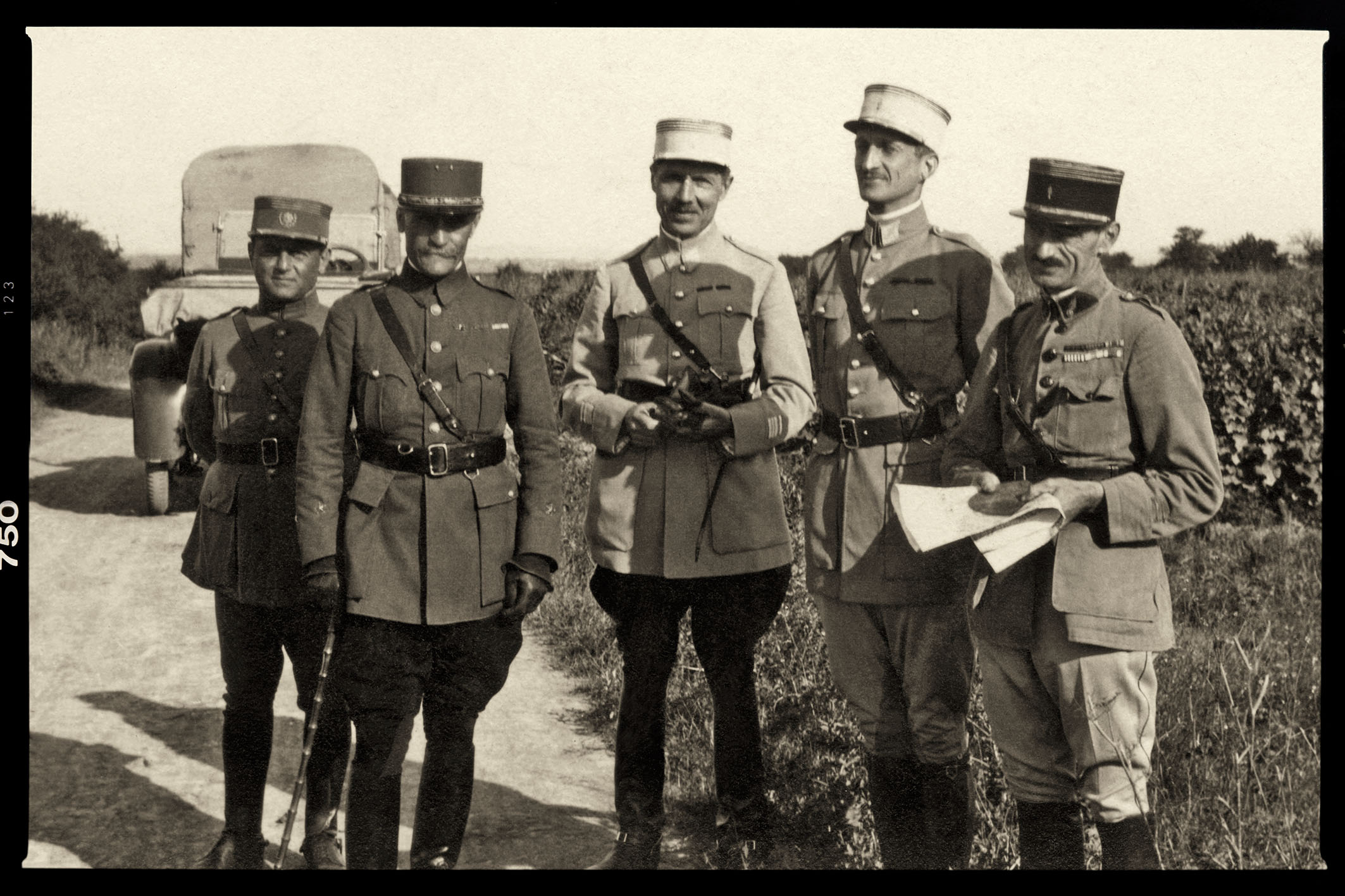
Exercice sur le terrain, 1926. École d'Application de la Cavalerie et du Train de Saumur.
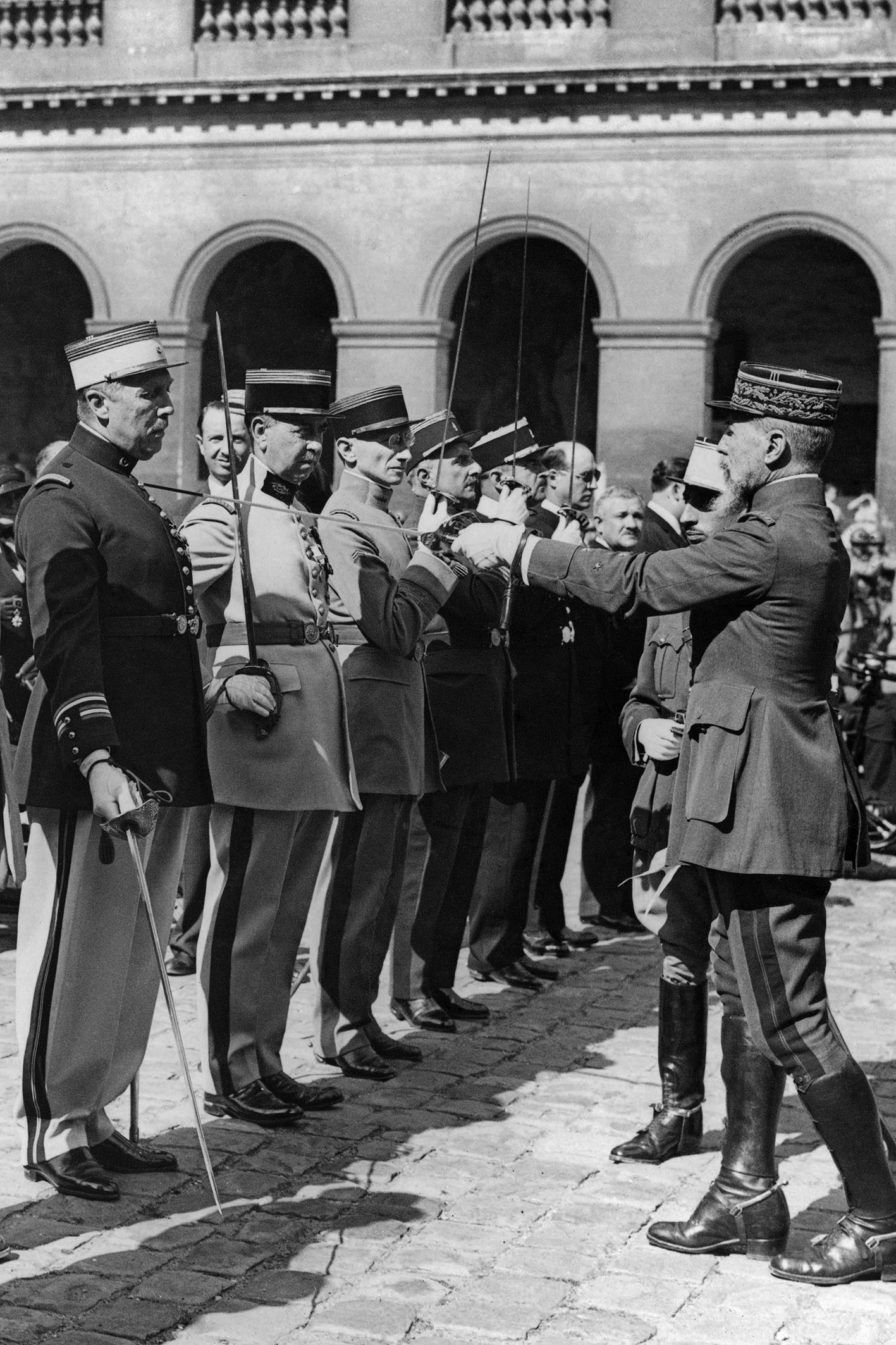
Remise de la croix d'officier de la légion d'Honneur au Lt-Colonel Bougrain par le général Gouraud dans la cour des Invalides. 7 juillet 1933.
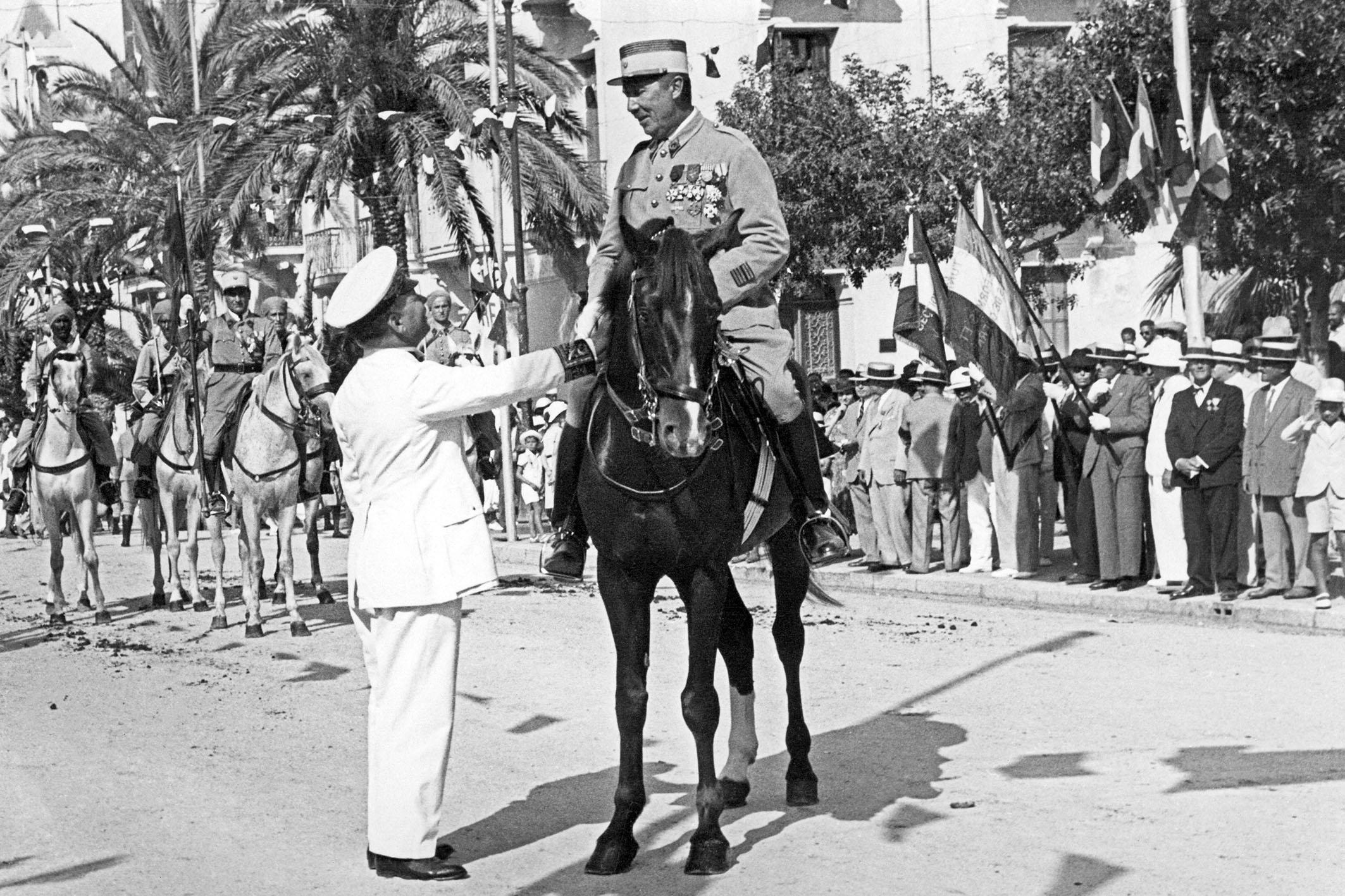
Colonel Gabriel Bougrain, commandant le 4e régiment de spahis tunisiens et Commandant d'Armes. Sfax. 1934
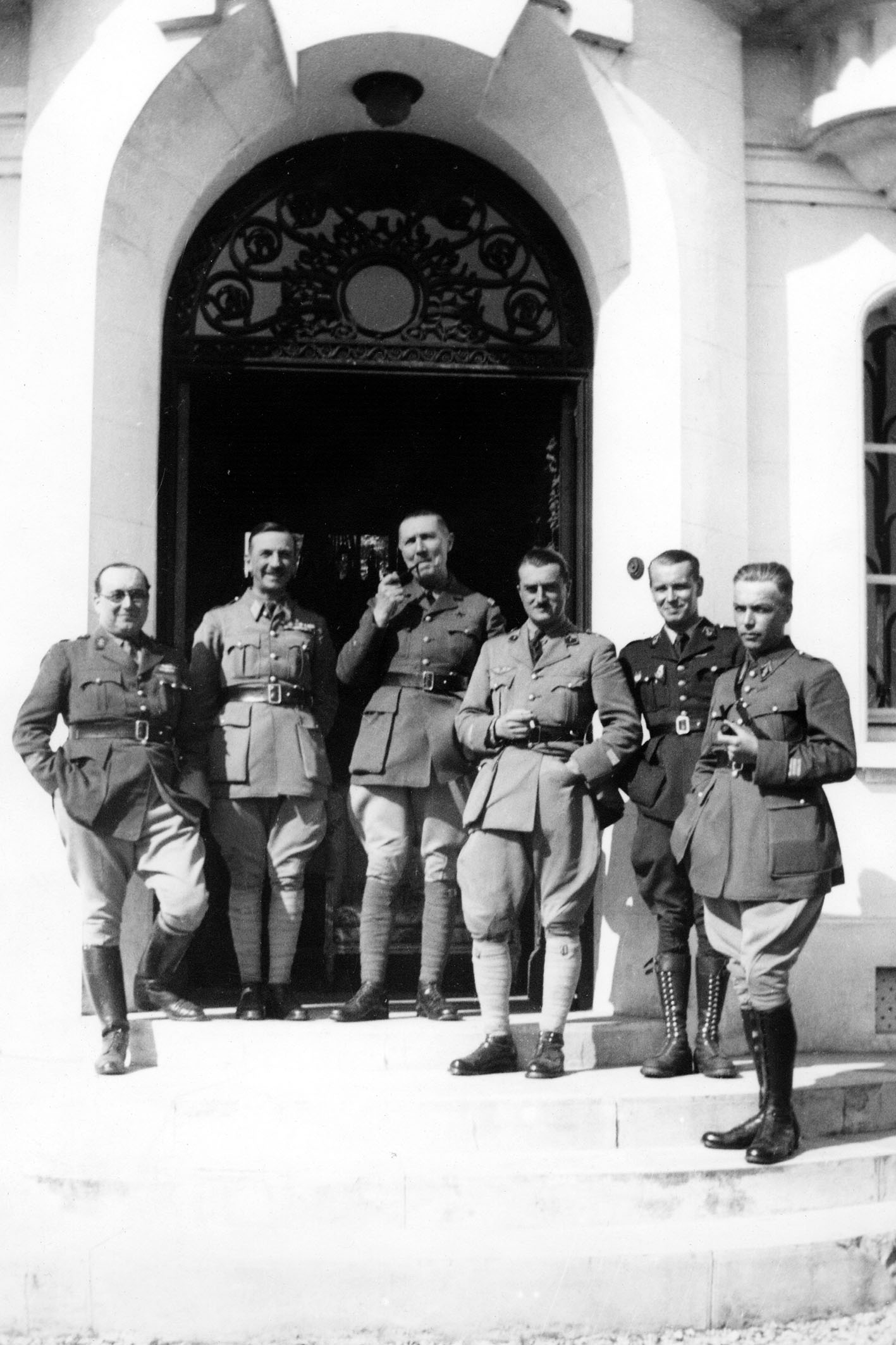
État-major de la 4e BLM, novembre 1939. Sur le perron du château de Vadencourt. Au centre : général Bougrain, cdt la 4e BLM

## Seconde Guerre mondiale
En janvier 1940, il est nommé à la tête de la 2e division légère mécanique. Sa division est la seule grande unité à porter comme emblème la croix de Lorraine ; elle constitue avec la 3e D.L.M. le corps de cavalerie. Le 10 mai, ce corps de blindés français entre en Belgique et engage, le 12 mai à Hannut, la première grande bataille de blindés de l’Histoire : D.L.M. contre Panzers. Les deux D.L.M s’opposent aux chars du XVIe corps d’armée du général Hoepner — plus nombreux et soutenus par l’aviation — dans des combats d’une extrême violence qui durent jusqu’au 14 mai. Lors de ces affrontements, attaques et contre-attaques de blindés se succèdent à un rythme infernal, les adversaires rivalisant d’audace et de courage. Les deux D.L.M. ont perdu une centaine de blindés et infligé aux Allemands la perte d’environ cent soixante chars. Cette bataille se poursuit à Gembloux, et l’arrêt de l’offensive ennemie permet à la Première Armée de s’installer sur ses positions
Citations à l’ordre de l’Armée :
« Officier Général de très grande valeur, a fait preuve, dans les circonstances les plus difficiles, d'un calme et d'une lucidité qui lui ont permis de conduire le combat de sa division avec une ténacité jamais démentie ». Weygand. Croix de guerre avec palme.
« Grande unité d'élite, engagée contre un ennemi très supérieur en nombre, la 2e D.L.M. sous les ordres du Général Bougrain, a réussi grâce à la ténacité et à l'esprit de sacrifice de tous ses éléments, à briser l'élan des divisions blindées allemandes lancées contre elle pendant les journées du 10 au 13 mai, permettant ainsi l'installation de l'Armée sur les positions prévues ». Weygand. Croix de guerre avec palme.
Il participe ensuite à la violente bataille qui permet l’évacuation pour l’Angleterre de près de 340 000 hommes dont 115 000 Français. Le 1er juin, la division du général Bougrain embarque sur plusieurs bâtiments. Lui-même est à bord de la malle anglaise SS Prague (en) qui appareille de Dunkerque à 9 heures du matin avec trois mille hommes du corps de cavalerie. Elle est attaquée par douze bombardiers et continue sa route avec une forte gîte et une machine hors de service. Le destroyer HMS Shikari (en) l'accoste en marche, lui prend plus de cinq cents hommes. Sur ordre du commandant du navire, l’effectif restant se porte à l’avant du bateau, attendant du secours. Ce dernier ne tarde d’ailleurs pas, et le PS Queen of Thanet, petit bâtiment à roues, prend à son bord le reliquat du 1er R.D.P., ainsi que le général Bougrain, le directeur du Service de Santé et le médecin commandant Ricard. Le Prague s’est ensuite échoué sur les Sandwich Flats au large des côtes du Kent. Revenue en France et partiellement reconstituée, la division du général Bougrain va composer avec la 4e D.C.R. un groupement qui va permettre à l’Armée de Paris du général Héring — Paris étant déclarée ville ouverte —  de quitter la zone de Paris le 12 juin 1940, et de replier les troupes qui sont sous ses ordres au sud de la Loire. Pendant la retraite de l’armée, le général Bougrain couvre jusqu’à la Loire le flanc gauche du Xe C.A. menacé d’enveloppement par des forces blindées supérieures, puis dégage par des contre-attaques, au sud de la Loire, de concert avec la 4e D.C.R., les arrière-gardes de l’armée.
Citation à l’ordre de l’Armée :
« Commandant d'abord une brigade de la 2e D.L.M, puis la 2e D.L.M. elle-même au cours de la bataille de Belgique et des Flandres, a su communiquer à sa division la flamme ardente qui l'animait et faire de sa grande unité un élément de combat incomparable. Rattaché au Xe C.A. du 12 au 22 juin 1940 et chargé de couvrir un flanc particulièrement menacé, a rempli une mission difficile avec habileté, énergie et ténacité. S'est particulièrement distingué les 16 et 22 juin, où sa division violemment attaquée, a réussi, par son énergique résistance et ses contre-attaques à maintenir ses positions ». Weygand. Croix de guerre avec palme.
Du 18 au 20 juin 1940, la 2e D.L.M. est à Tours pour bloquer l’avance allemande sur la Loire. Au moment où des négociations d’armistice sont annoncées, deux devoirs se heurtent à Tours : celui des officiers qui ont reçu mission de contenir les Allemands sur la ligne de la Loire, et celui des autorités civiles de Tours qui veulent absolument éviter des combats craignant surtout la destruction de leur ville. Le préfet d’Indre-et-Loire insiste pour que le pont principal sur la Loire ne soit pas détruit et que toutes les troupes soient retirées de Tours. La radio rapporte le lendemain les félicitations que le Gouvernement adresse au préfet d'Indre-et-Loire, promu commandeur de la Légion d'honneur , et à la population de Tours, pour l'héroïque défense de la ville.
Les troupes positionnées sur la rive gauche de la Loire vont contenir les Allemands et remplir une partie de leur mission : permettre le repli d’hommes qui échapperont à la captivité. La 2e D.L.M. continue à combattre jusqu’au 25 juin, date du cessez-le-feu. En août 1940, le général Bougrain est versé dans la 2e section en vertu des dispositions de l’armistice.

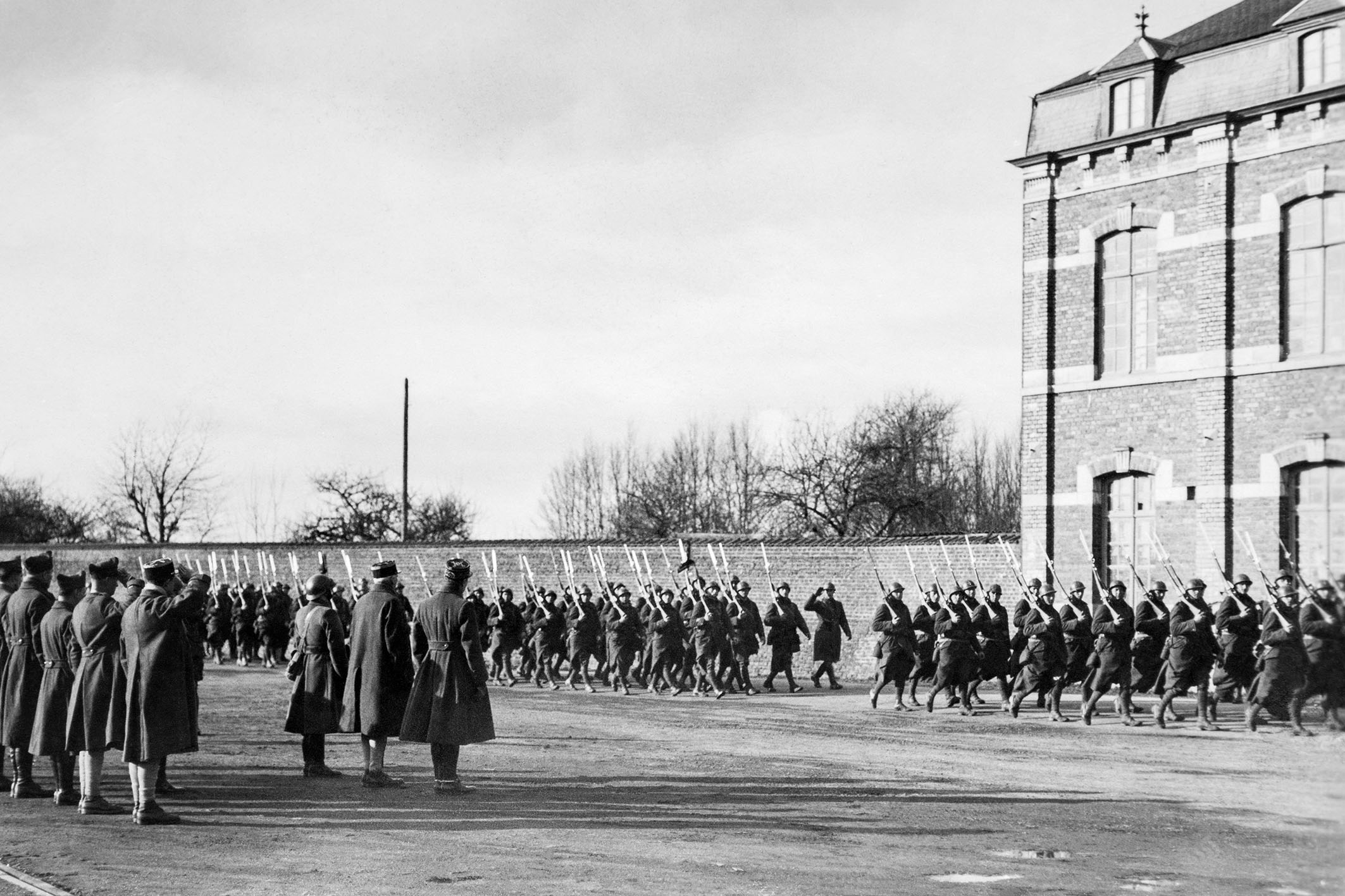
Défilé des troupes de la 2e division légère mécanique devant le général Bougrain. Boué (Aisne), le 24 février 1940.
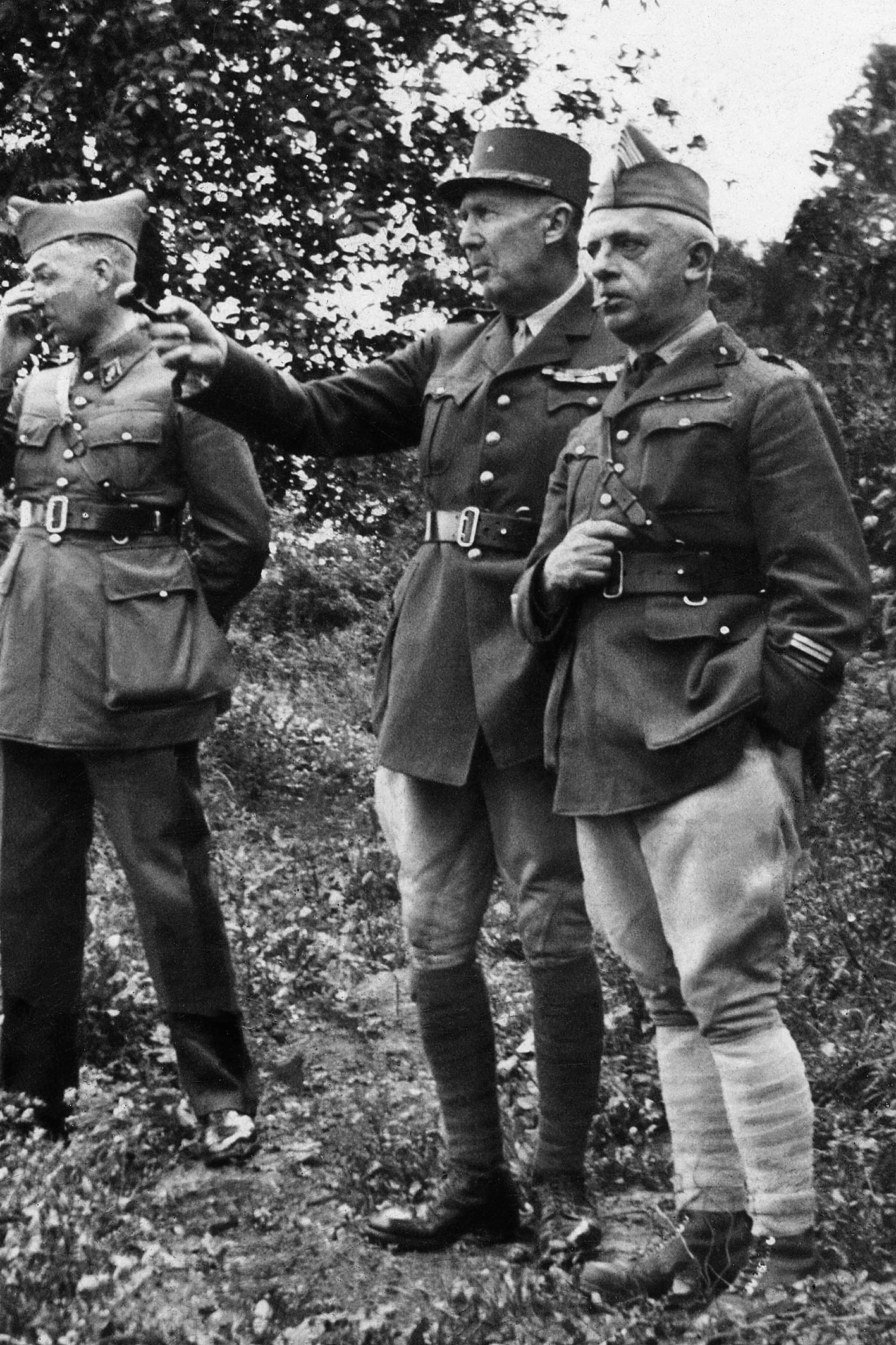
Général Gabriel Bougrain, commandant la 2e division légère mécanique.
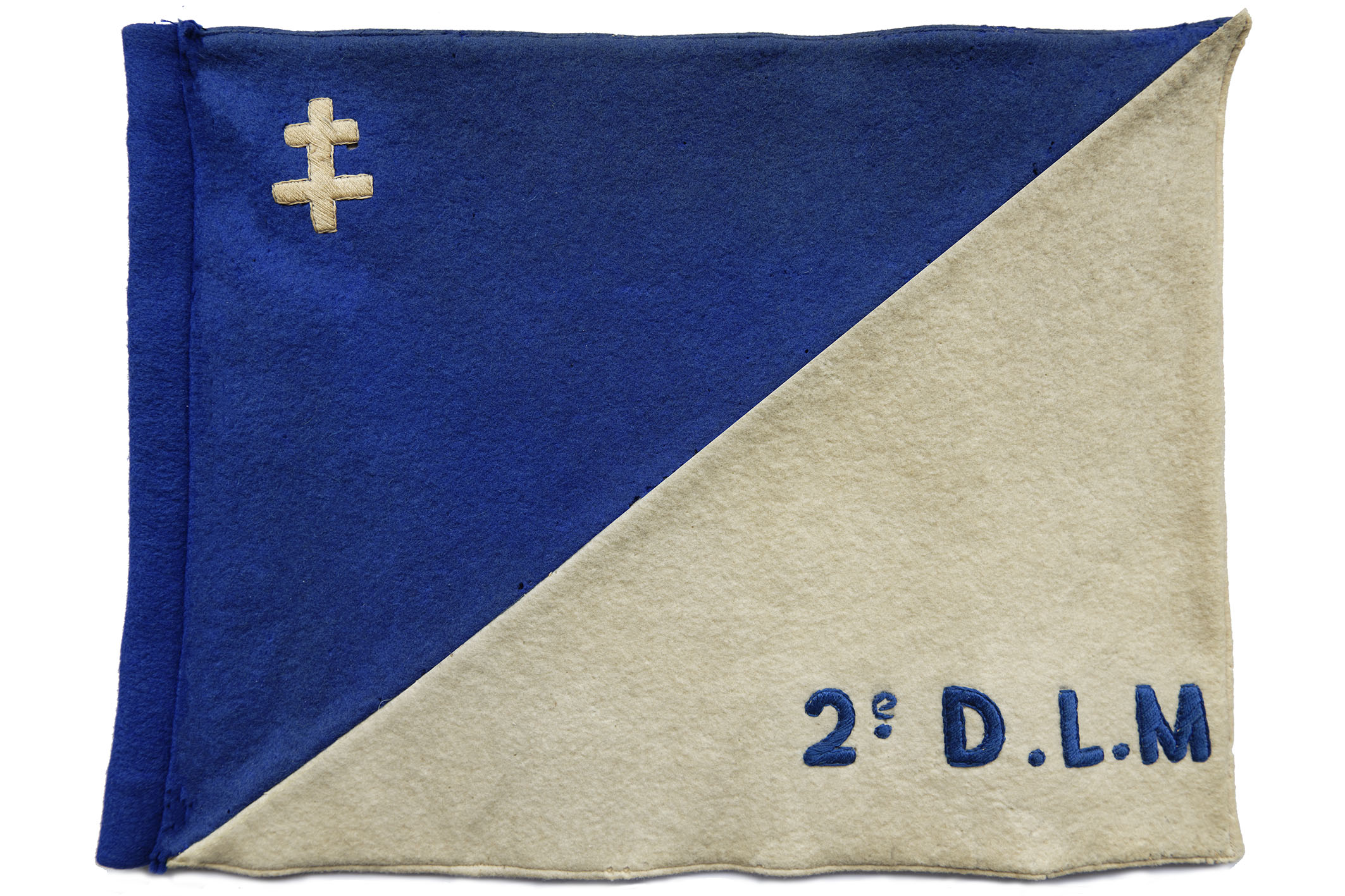
Fanion du général Bougrain commandant la 2e D.L.M. en 1940.
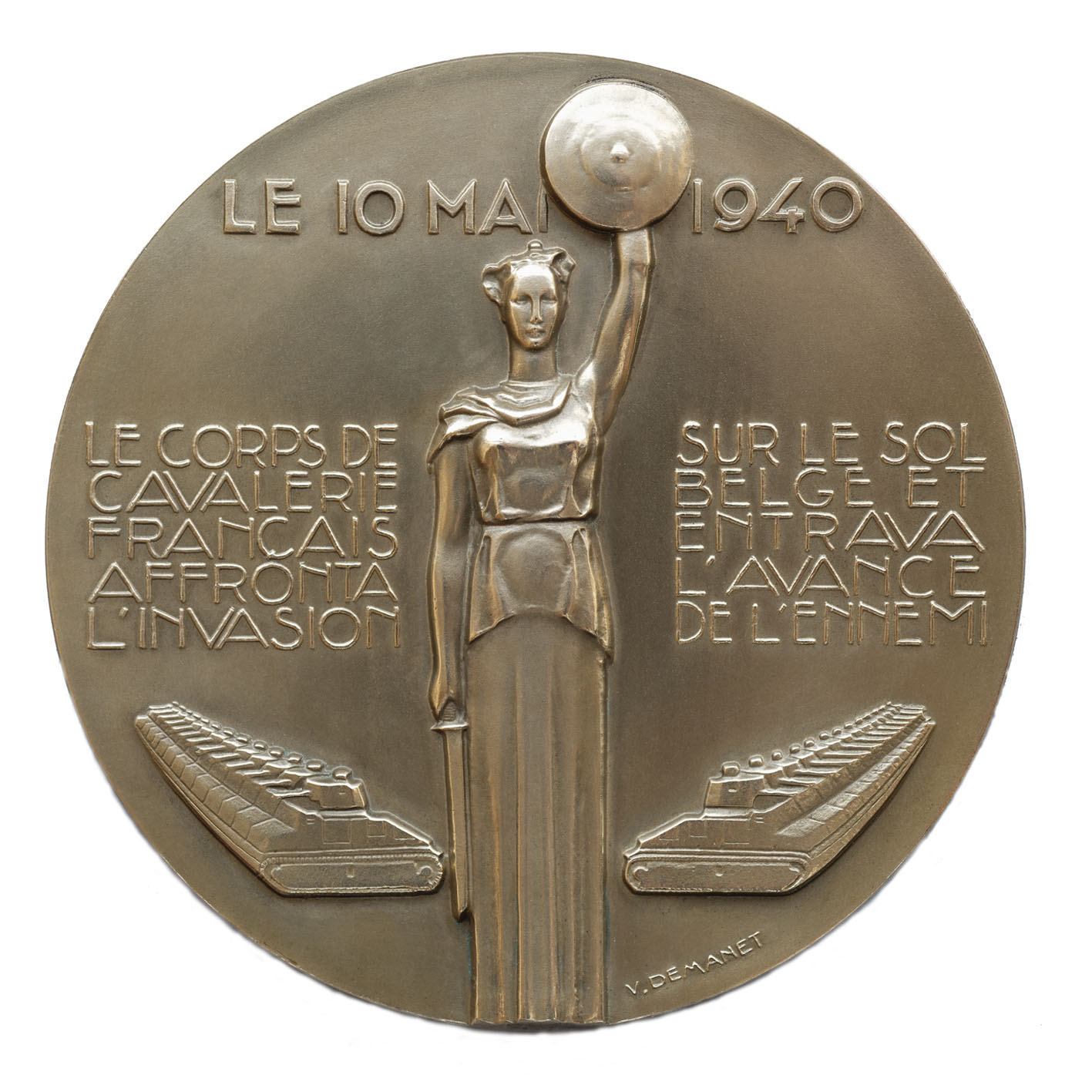
Médaille frappée à l’occasion de l’inauguration du monument aux morts du Corps de Cavalerie érigé à Jandrain (Belgique) le 17 mai 1953.

## Famille
- Général Henri Garçon, grand officier de la Légion d’honneur, son beau-frère
- Marcel Brossard de Corbigny, officier de marine et explorateur, officier de la Légion d’honneur, son oncle
- Louise Abel de Pujol, fille et petite-fille des peintres Abel de Pujol, sa tante
- Ses fils : Henri[9], aspirant au 24e régiment d’infanterie, mort pour la France le 9 juin 1940, médaille militaire, croix de guerre ; Yves, chevalier de la Légion d’honneur, croix de guerre ; Maurice-Patrice, député de Saône et Loire en 1945, officier de la Légion d’honneur, officier de la Résistance, croix de guerre
- Le général de corps d’armée Bertrand O’Mahony, commandeur de la Légion d’honneur, grand officier de l’ordre national du Mérite, son neveu.

## Décorations

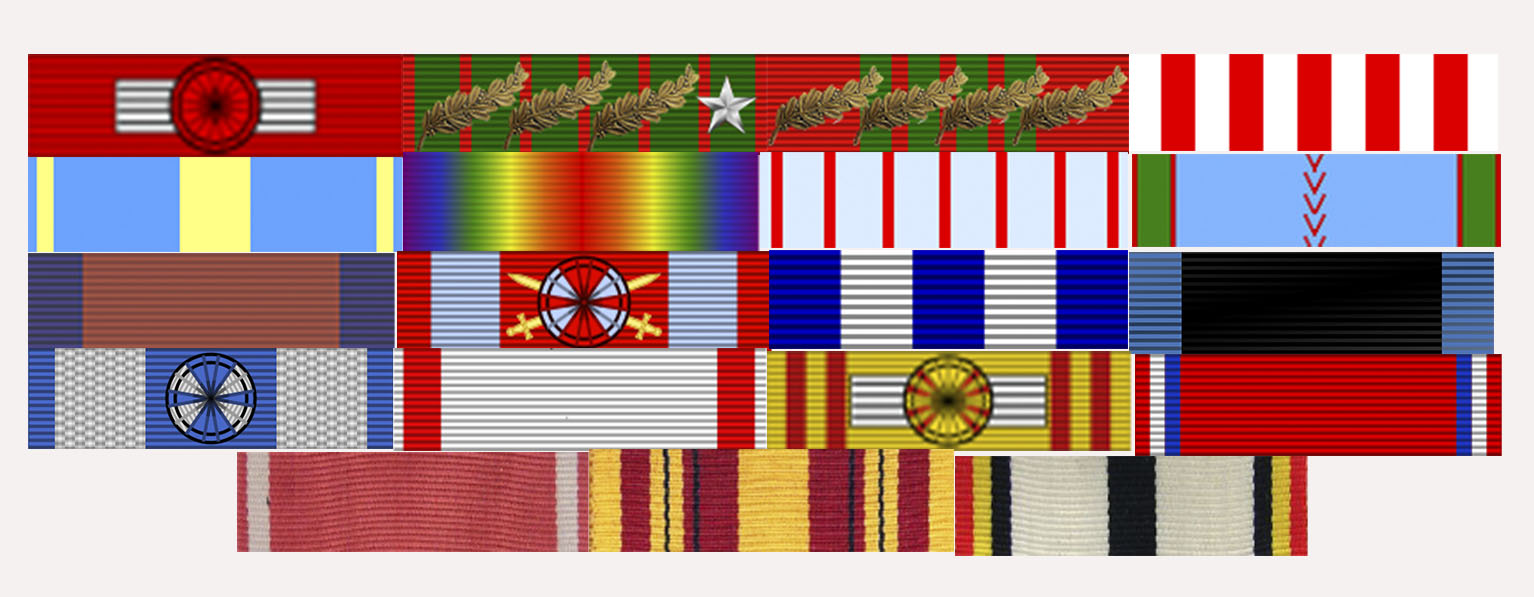

- Commandeur de la Légion d'honneur (1940), Officier (1933), Chevalier (1915)
- Croix de guerre 1914-1918 (4 citations, 3 palmes, 1 étoile d’argent)
- Croix de guerre 1939-1945 (4 citations, 4 palmes)
- Médaille de la Grande Guerre
- Médaille commémorative d'Orient
- Médaille interalliée de la Victoire
- Croix du combattant
- Médaille commémorative française de la guerre 1939-1945
- Distinguished Service Order (Royaume-Uni)
- Ordre de l'Aigle Blanc avec glaives (Serbie)
- Croce al Merito di Guerra (Italie)
- Croix de guerre 1916-1917 (Grèce)
- Officier de l'Ordre de la Couronne (Roumanie)
- Ordre du prince Danilo Ier (Monténégro)
- Commandeur du Nichan Iftikhar (Tunisie)
- Médaille commémorative de la bataille de Verdun
- Médaille du Corps de Cavalerie
- Médaille commémorative de la bataille de Dunkerque
- Médaille commémorative de la bataille de Gembloux